# Swift Fork
Der Swift Fork (alternative Namen: Swift Fork Kuskokwim River, Chedotlothna River) ist ein rund 150 Kilometer langer linker Nebenfluss des North Fork Kuskokwim Rivers in US-Bundesstaats Alaska.

## Verlauf
Der Swift Fork wird an der Nordwestflanke der Alaskakette auf einer Höhe von 900 m vom Chedotlothna-Gletscher gespeist. Der Oberlauf des Flusses befindet sich im Denali-Nationalpark. Der Swift Fork strömt in überwiegend nordnordwestlicher Richtung durch die Tanana-Kuskokwim-Niederung. Der Highpower Creek, der größte Nebenfluss, mündet nach ungefähr 90 Kilometern rechtsseitig in den Swift Fork. Dieser weist unterhalb dessen Einmündung ein stark mäandrierendes Verhalten auf. Der Red Slough, ein Flussarm des Swift Fork, zweigt rechtsseitig ab und vereinigt sich nach 45 Kilometern wieder mit dem Hauptfluss. Dieser trifft nach weiteren 15 Kilometern auf den wesentlich wasserärmeren North Fork Kuskokwim River.